# Justyn (Popović)
Justyn, imię świeckie Błagoje Popović (ur. 25 marca 1894 w Vranje, zm. 25 marca 1979 w Ćelije) – serbski mnich prawosławny, teolog, święty Serbskiego Kościoła Prawosławnego.

## Życiorys

### Młodość
Urodził się w rodzinie kapłana prawosławnego Spiridona Popovicia i jego żony Anastazji. Od swoich rodziców przejął głęboką wiarę: wielokrotnie udawał się razem z nimi na pielgrzymki, od czternastego roku życia czytał regularnie Biblię.
Po ukończeniu czterech klas szkoły podstawowej w rodzinnym Vranje został skierowany, zgodnie z rodzinną tradycją, na naukę w dziewięcioletnim seminarium św. Sawy w Belgradzie. Tam jednym z jego nauczycieli był późniejszy święty Mikołaj (Velimirović), którego poglądy miały ogromny wpływ na postawę przyszłego mnicha. W 1914 Blagoje Popović ukończył naukę w seminarium. Pragnął wstąpić do monasteru, jednak z powodu wybuchu I wojny światowej i pogarszającego się zdrowia rodziców musiał przełożyć tę decyzję. Po wybuchu wojny służył jako pielęgniarz w szpitalach wojskowych w Nisz oraz na terenie Kosowa. W czasie służby, zimą 1914, zaraził się tyfusem i do stycznia 1915 przebywał w szpitalu w Niszu. W tym samym roku udał się do Skadaru, gdzie złożył wieczyste śluby zakonne, przyjmując imię Justyn na cześć św. Justyna Męczennika.

### Mnich
Po wstąpieniu do monasteru mnich Justyn udał się do Piotrogrodu, gdzie przez rok uczył się w seminarium duchownym. W tym czasie zapoznał się również z duchowością prawosławia rosyjskiego i z postaciami jego najbardziej czczonych świętych. Następnie, za radą Mikołaja (Velimirovicia), podjął studia w Szkole Teologicznej w Oxfordzie. Studiował tam do maja 1919, jednak nie obronił końcowej dysertacji doktorskiej poświęconej filozofii i religii w twórczości Fiodora Dostojewskiego. Wówczas duchowny wrócił do Belgradu, a następnie udał się do Sremskich Karłowic, gdzie wykładał w seminarium duchownym. We wrześniu 1919 rozpoczął naukę w szkole teologicznej w Atenach i po dwóch latach uzyskał dyplom doktora teologii. W 1920 przyjął święcenia diakońskie. W 1921 ponownie podjął pracę w seminarium w Karłowicach Sremskich. W 1922 patriarcha serbski Dymitr wyświęcił go na kapłana.
Hieromnich Justyn, ze względu na prowadzony ascetyczny tryb życia, zaczął zyskiwać w swoim kraju znaczny autorytet duchowy. Wielu duchownych i świeckich zwracało się do niego z prośbami o rady i wsparcie duchowe. Sam mnich utrzymywał bliskie kontakty ze przebywającym w Królestwie SHS zwierzchnikiem Rosyjskiego Kościoła Prawosławnego poza granicami Rosji metropolitą Antonim (Chrapowickim) oraz biskupem Janem (Maksymowiczem).

### Teolog
W 1923 został redaktorem naczelnym pisma prawosławnego Życie chrześcijańskie, na łamach którego opublikował swoje prace doktorskie (nieprzyjętą z Oxfordu i obronioną z Aten), opracowane przez siebie przekłady żywotów świętych greckich, syryjskich i słowiańskich oraz artykuły patrologiczne. W 1930, po krótkim okresie pracy jako wykładowca Akademii Teologicznej w Prizrenie, hieromnich Justyn udał się razem z biskupem Józefem (Cvijoviciem) na Zakarpacie, gdzie miał pomagać hierarsze w organizacji Kościoła prawosławnego na terenie zdominowanym przez grekokatolików. Doświadczenia z Zakarpacia skłoniły go do opracowania trzytomowej pracy poświęconej prawosławnej teologii dogmatycznej. Już po publikacji pierwszego tomu uzyskał tytuł profesora dogmatyki w seminarium św. Sawy w Belgradzie.
W 1938 współtworzył Serbskie Towarzystwo Filozoficzne (Srpsko filosofsko društvo). Od tego czasu ważny element jego prac i wystąpień publicznych stanowiły analizy i komentarze dotyczące bieżących wydarzeń politycznych i społecznych. W pracach publikowanych przed II wojną światową szczególnie krytycznie odnosił się do cywilizacji zachodnioeuropejskiej.

### Po II wojnie światowej

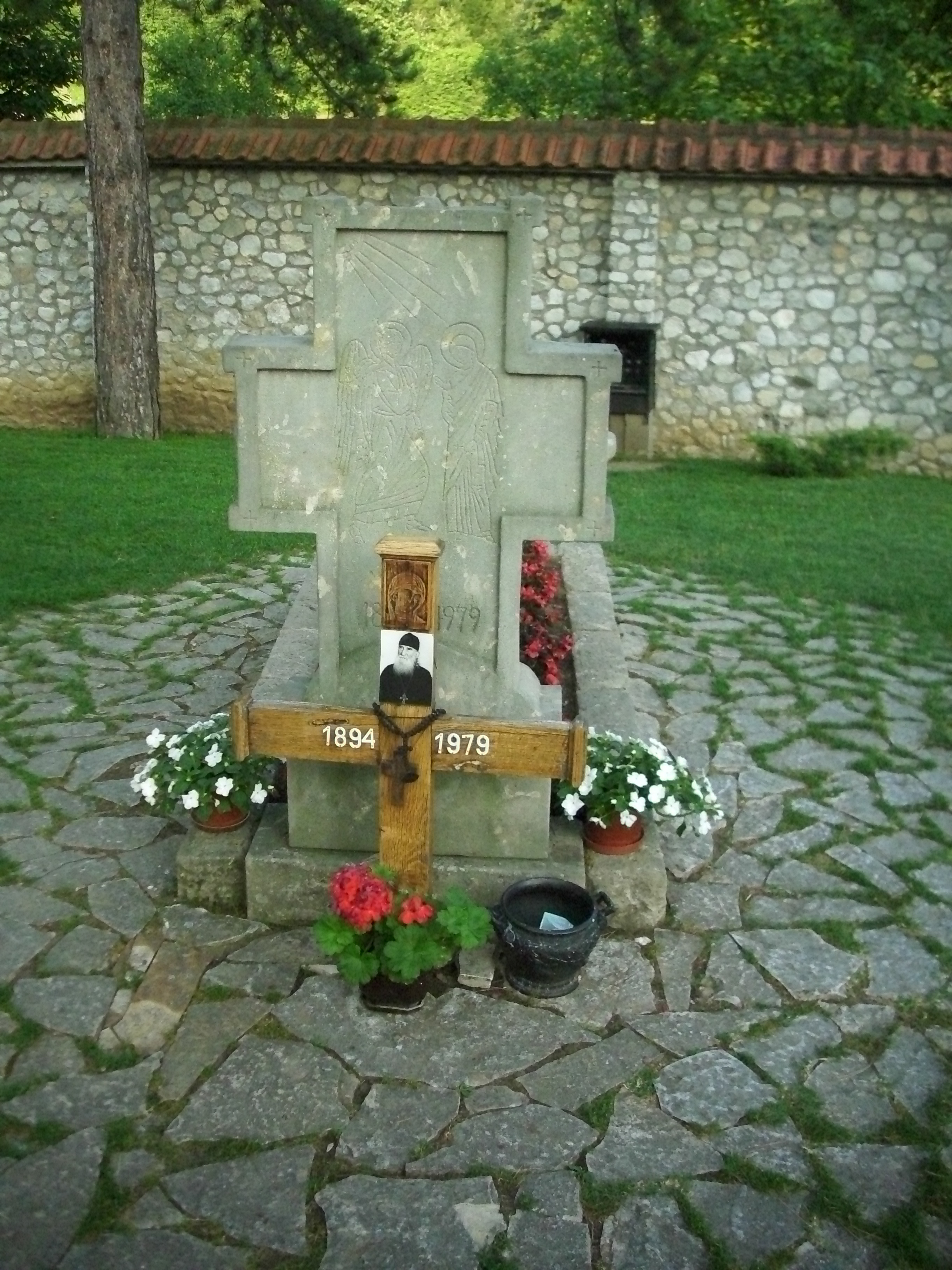
Grób Justyna (Popovicia) w Ćelije

Po proklamowaniu Socjalistycznej Federacyjnej Republiki Jugosławii hieromnich Justyn (Popović) został zmuszony do rezygnacji z pracy akademickiej. Zamieszkiwał odtąd w różnych monasterach: Kaleniciu, Ovćarze, Sukovie i Rawanicy. 14 maja 1948 osiedlił się w monasterze Ćelije, gdzie żył do swojej śmierci. W klasztorze Ćelije otrzymał godność archimnadryty. Doprowadził do założenia w nim pracowni ikonograficznej oraz wzniesienia kaplicy św. Jana Chryzostoma, spisał 12 tomów żywotów świętych. Pozostawał autorytetem moralnym dla wiernych Serbskiego Kościoła Prawosławnego, którzy nadal odwiedzali go z prośbami o wsparcie duchowe. Wśród jego uczniów duchowych byli późniejsi hierarchowie Cerkwi serbskiej: metropolita Amfilochiusz (Radović), metropolita Atanazy (Jevtić), biskup Artemiusz (Radosavljević), biskup Ireneusz (Bulović) oraz przyszły arcybiskup Rosyjskiego Kościoła Prawosławnego poza granicami Rosji Marek (Arndt).

## Poglądy
Justyn (Popović) szczególną czcią otaczał św. Sawę, którego uważał za największego architekta bogoczłowieczej kultury prawosławnej. Był współtwórcą koncepcji świętosawia – ideologii łączącej prawosławie z nacjonalizmem serbskim. Jego koncepcje teologiczne bliskie są filozofii personalizmu chrześcijańskiego. Wypowiadał się przy tym zdecydowanie przeciwko ekumenizmowi, twierdząc, że Kościoły prawosławne powinny dążyć jedynie do nawrócenia na prawosławie chrześcijan innych wyznań. W 1968 przeciwstawił się również koncepcji zwołania soboru panprawosławnego (przyczyniając się znacznie do upadku tejże inicjatywy), argumentując, że część Cerkwi lokalnych pozostaje pod wpływem partii komunistycznych i nie reprezentuje pełni nauki swojej religii. Katolicyzm określał natomiast jako watykanizm, groźną herezję, która miała zgubny wpływ na rozwój cywilizacji zachodnioeuropejskiej.
Bogaty dorobek Justyna (Popovicia), poruszającego w swoich tekstach zarówno tematykę prawosławnej dogmatyki, historii Kościoła i hagiografii, jak i komentującego współczesne wydarzenia na świecie, stał się inspiracją dla serbskiego ruchu nacjonalistycznego formującego się w latach 80. i 90. XX wieku. Archimandryta razem ze swoim nauczycielem duchowym Mikołajem (Velimiroviciem) został wówczas uznany za głównego wyraziciela duchowości serbskiego prawosławia, jednak z jego tekstów upowszechniane były jedynie te, w których występował przeciwko cywilizacji zachodniej oraz odwoływał się do serbskich mitów narodowych.

## Kanonizacja
Po śmierci Justyna (Popovicia) jego nieformalny kult pojawił się w monasterach góry Athos (głównie Simonopetra). W 2010 kanonizował go Serbski Kościół Prawosławny.